# Щеглов, Сергей Львович
Сергей Львович Щеглов (псевдоним — Сергей Норильский; 19 сентября 1921, село Ляхи, Владимирская губерния — 4 марта 2020, Тула) — советский и российский писатель, журналист, историк-краевед и публицист, литературовед, инженер.

## Биография
Родился в семье сельских учителей. С 1926 по 1940 годы жил в городе Муром (в 1929—1936 годах в составе Горьковского края). В 1937 году родители были осуждены по обвинению в антисоветской деятельности, отец, Щеглов Лев Львович, расстрелян в Горьком, мать выслана в Карагандинские лагеря на десять лет, где и скончалась.
С 16 лет работал и учился в вечерней школе. По окончании десятилетки поступил на истфак Московского областного педагогического института. Окончил первый курс 22 июня 1941 года и на следующий день был арестован НКГБ СССР по обвинению в создании молодёжной антисоветской организации. Виновным себя не признал и после длительного следствия особым совещанием НКВД был приговорен к пяти годам ИТЛ.
Срок отбывал в Норильлаге, работал на строительстве горно-металлургического комбината землекопом, каменщиком, взрывником на рудниках, лаборантом на заводе взрывчатых веществ. После освобождения был закреплён на той же работе без права выезда из Норильска. Работая, учился во Всесоюзном заочном политехническом институте, в 1955 году защитил диплом инженера-технолога по химическому производству (жидкого кислорода). Заведовал научно-исследовательской лабораторией, был техноруком, затем начальником завода по производству взрывчатых веществ и кислорода.
В 1959 году, вслед за родителями, был реабилитирован за отсутствием состава преступления, переехал на жительство в город Тула, где работал на Новотульском металлургическом заводе начальником участка «Союзкислородмонтажа».
В 1963 году осуществил свою мечту посвятить себя журналистике и литературе, стал профессиональным журналистом в тульской газете «Коммунар». Член Союза журналистов СССР, России, член Союза Российских писателей.
Выпустил 14 книг — историко-краеведческих, литературоведческих, публицистических, документально-мемуарных. Главная тема творчества — политические репрессии в СССР. За эти годы дважды удостоен журналистской премии имени Глеба Успенского и литературной премии имени Льва Толстого.
С 1990 года на общественных началах состоял председателем правления Тульского областного отделения общества «Мемориал».
Награждён медалью «За доблестный труд в Великой Отечественной войне 1941—1945 годов» и другими медалями, почётной Грамотой Президиума Верховного Совета РСФСР.